# Iron Man and X-O Manowar in Heavy Metal
Iron Man / X-O Manowar in Heavy Metal es un videojuego publicado por Acclaim Entertainment y desarrollado por Real Sports y Realtime Associates para PlayStation, Sega Saturn, Game Boy, Game Gear y DOS en 1996. Es un juego de arcade de uno o dos jugadores desplazamiento lateral en el que el jugador lucha contra varios villanos de las series de cómics Iron Man de Marvel Comics y X-O Manowar de Valiant Comics. Recibió críticas negativas que lo criticaron por un juego aburrido y gráficos obsoletos.

## Trama
La historia se revela a través del texto en pantalla. Iron Man y X-O Manowar deben unirse para evitar que un equipo de supervillanos agarre los fragmentos perdidos del Cubo Cósmico. Durante el juego también se revela que los extraterrestres a los que Aric le robó su armadura X-O Manowar, la quieren de vuelta. Los dos superhéroes luchan a través de varios niveles para evitar que los terroristas y sus líderes supervillanos intenten gobernar el universo.

## Jugabilidad
Al comienzo del juego, los jugadores eligen controlar Iron Man o X-O Manowar. Tanto Iron Man como X-O Manowar pueden saltar, golpear, disparar un suministro ilimitado de rayos de energía (que se pueden actualizar a través de iconos) y usar un suministro limitado pero reponible de energía para volar. Iron Man puede agacharse mientras que X-O Manowar puede bloquear el ataque enemigo con un escudo. Al comienzo de cada misión, una pantalla de computadora muestra los objetivos del jugador.
Durante el juego, los jugadores pueden recolectar íconos médicos para restaurar su salud, y otros íconos para dar más combustible, ráfagas láser más fuertes y un ícono especial que permite una mega ráfaga de la armadura del pecho del personaje. El juego también permite a los personajes de los jugadores destruir varios botes de gas, cableado metálico y paneles de control para ubicar más íconos, desactivar ciertas armas o avanzar en el juego.
Dos personas pueden jugar el juego simultáneamente de una manera cooperativo. Ambos pueden jugar como el mismo personaje si lo desean.

## Ports
Se estaba desarrollando una conversión del juego para el Atari Jaguar CD después de que Atari Corporation y Acclaim anunciaran su asociación en marzo de 1995 que originalmente incluía planes para lanzar tres títulos para el sistema, pero Iron Man and X-O Manowar in Heavy Metal fue licenciado más tarde a Atari Corp. cinco meses después del anuncio de la asociación. El port estaba programado para un lanzamiento en abril/segundo trimestre de 1996, pero el trabajo en el port se interrumpió en algún momento de 1995 y nunca se lanzó.

## Recepción
Los cuatro revisores de Electronic Gaming Monthly elogiaron la animación en la versión de Game Gear pero le dieron una evaluación negativa, criticando los malos controles y la falta de variedad en los niveles.
GameSpot, revisando la versión de Saturn, dijo que "cada aspecto de Heavy Metal es una decepción: los gráficos, el sonido y la jugabilidad", y concluyó que el juego "se siente como si se reunió apresuradamente. El resultado es un juego que podría haber usado fácilmente otros seis meses de desarrollo. Las personas que buscan un buen scroller de acción deberían buscar en otra parte". Lee Nutter de Sega Saturn Magazine comentó que si bien los dos personajes jugables tienen diferentes habilidades pero están igualados, lo que le da valor a la repetición del juego, la acción es extremadamente repetitiva, la música es pobre y los gráficos son apenas por encima de lo que eran capaces las consolas de la generación anterior. Cubriendo la versión de PlayStation, IGN criticó a los personajes por ser "intercambiables" y concluyó: "Es simplemente aburrido. El control es tan lento como es posible, y los gráficos, aunque lo suficientemente decentes para un desplazamiento lateral 2D, simplemente no cumplen con los estándares de 32 bits". Scary Larry de  GamePro lo llamó "un juego apto, agradable, pero no terriblemente complejo". Elogió tanto la acción como el salto de plataforma, los personajes renderizados y los "fondos simples y limpios", aunque criticó la música y los sonidos.

## En otros medios
El videojuego también se adaptó a un cómic de dos números crossover que presenta a los dos héroes formando equipo para salvar el mundo.